# Myrsine fosbergii
Myrsine fosbergii är en viveväxtart som beskrevs av Edward Yataro Hosaka. Myrsine fosbergii ingår i släktet Myrsine och familjen viveväxter. IUCN kategoriserar arten globalt som sårbar. Inga underarter finns listade i Catalogue of Life.